# Maćkówka (Soborzyce)
Maćkówka – część wsi Soborzyce w Polsce, położona w województwie śląskim, w powiecie częstochowskim, w gminie Dąbrowa Zielona.
W latach 1975–1998 Maćkówka należała administracyjnie do województwa częstochowskiego.